# Cambridge (Nebraska)
Cambridge é uma cidade localizada no estado americano de Nebraska, no Condado de Furnas.

## Demografia
Segundo o censo americano de 2000, a sua população era de 1041 habitantes.
Em 2006, foi estimada uma população de 983, um decréscimo de 58 (-5.6%).

## Geografia
De acordo com o United States Census Bureau, a localidade tem uma área de 2,1 km², sem área coberta por água. Cambridge localiza-se a aproximadamente 690 m acima do nível do mar.

## Localidades na vizinhança
O diagrama seguinte representa as localidades num raio de 24 km ao redor de Cambridge.